# 益子焼つかもと
益子焼つかもと（ましこやきつかもと）とは、栃木県芳賀郡益子町にある益子焼の陶器製作・販売者。運営は法人である「株式会社つかもと」が行っている。
旧名は「塚本窯」「塚本製陶所」。
現在の益子町を代表する窯元：陶器製作所、陶器販売所の一つであり、ギャラリーや飲食業や観光業も展開している複合型企業である。
また、荻野屋が販売する駅弁「峠の釜めし」に用いられる容器の製造でも知られる。また独自の「研究生制度」を設けたことにより、益子焼のみならず、数多の陶芸家の育成に寄与した。

## 沿革

### 「つかもと」の始まりと発展
益子焼の陶祖・大塚啓三郎が嘉永6年（1853年）に益子で窯を開いてから11年後の元治元年（1864年）3月、初代となる塚本利平が益子の地で窯を開いた。
二代目・塚本初太郎は益子焼の同業組合を結成しその組合長となり、陶器作成の為の陶土を含んだ山の権利獲得を行い、製品の品質向上や、京浜や東北への販路の拡大など、益子焼の発展に寄与した。
1928年（昭和3年）、三代目・塚本初太郎が社長に就任すると、業務拡大の他、益子陶器好工業組合の理事長となり、更なる益子焼の発展に尽力。戦時中は金属供出による陶製代用品製造に工夫を凝らし、東海、信越、北海道にも販路を拡大した。
四代目となる塚本武は1950年（昭和25年）に栃木県陶磁器協同組合を創立し初代理事長に推挙され就任。関東地区で初となる陶土の製造と、耐火陶器製品の協同工場を敷設し、製陶業界の革新と益子焼の発展に寄与。そして1952年（昭和27年）には塚本製陶所を法人化させ、自社の製品を民芸品として大衆化させるため量産化に着手し、昔からの技術と当時の生活様式を噛み合わせ製品を開発製作し、そして1957年（昭和32年）には東京・六本木に、益子焼の製陶業者及び陶芸家の振興、そして世界進出の為の東京出張所を開設。1963年（昭和38年）には渋谷に移転し、池袋にも都内直営店として東京支店を開店するなど、塚本製陶所を近代的な企業へと発展させた。

### 研究生制度
塚本武の妻である四代目夫人・塚本シゲの発案により、1955年（昭和30年）、陶器製作技術の習得を希望する若者を対象にした「研究生制度」が設けられた。
自社寮に住まわせ、毎日午後5時までは会社の作業の従事を義務付け陶器製作技術の習得修練をさせ、午後5時以降は会社の作業場と陶器の材料の使用も許可し、自身の陶器製作の研究に当てさせた。
契約年数は5年であり社員登用も出来たが、5年後にはほぼ全員の研究生が退社し、稼いで貯めた資金を用いて築窯し独立。その大多数が陶芸家として益子周辺で独立した。
この制度は1993年（平成5年）まで続けられ、加守田章二や瀬戸浩など数多の陶芸家を世に送り益子に定住させ、「陶芸の町・益子」の発展に寄与していくことになった。

### 「窯っこ」の開発製造
終戦後、しばらくは陶器製品の需要も高かったが、日本の復興とともに生活様式も変化し、陶器製の生活用品の需要が低下。濱田庄司主導による民芸品製作への転換が図られていたが、益子焼は産業としての不況に陥ってしまった。
そして四代目夫人・シゲの主導により「時代に合わせた新しい陶器製品を」と製品開発に取り組んだ。
ある日、東京のとある百貨店から「益子焼の弁当用の容器を作って欲しい」という依頼が舞い込んだ。そしてシゲはふと「釜飯用の土釜を作ってみたらどうだろうか?」と思い付き、開発したのが、一人用の土釜であった。これが「窯っこ」の誕生の経緯である。
この新製品の土釜は百貨店では不採用となったのだが、シゲはこの土釜に愛着を持ち、どうにかして世に出すべく、関東周辺の弁当業者にこの土釜の営業を当時の番頭であった豊田一二に指示した。しかしその益子焼の特徴でもある容器の重さから、にべもなく断られる日々が続いていた。
群馬県高崎市での営業も何度か通ったものの上手くいかず、帰ろうとしたある日、途中で止まった安中市の横川駅で、列車の付け替えの為に一時間の停車時間があったため、電車を降りてダメ元で横川駅の弁当屋であった「おぎのや」に声を掛けた。一方の「おぎのや」も弁当の売れ行きに伸び悩んでおり「温かい弁当なら売れるのではないか」と考えていた。そして耐久性と保温性に優れた益子焼の土釜「釜っこ」はその需要に合致。試験的に販売してみようと即「おぎのや」に採用され、その日のうちに納品が決まった。
1958年（昭和33年）2月1日、「おぎのや」の「峠の釜めし」が発売された。「峠の釜めし」は徐々に人気を博し一躍有名となり、後には栃木県の黒磯駅の弁当屋でも「釜っこ」を用いた釜飯駅弁が販売されるようになり、塚本製陶所だけでは生産が追いつかなくなり、益子の他の窯元にも生産を発注し、大量生産が出来る体制を整えた。こうして益子は「戦後陶器不況」を脱する事が出来た。
その後、1966年（昭和41年）前半期には「釜っこ」の生産にオートメーション式のトンネル窯を用いた自動式機械生産を取ようになり生産数に余裕が生じたため、益子町の窯元への外注は無くなった。それでも結果として益子焼の窯元は戦後の益子焼不況を「釜っこ」の生産で乗り切り、その後にやってきた「民芸ブーム」の到来に伴った民芸品的な陶器制作や、その後の陶芸的な作家作品の制作への方針転換が順調に進んでいくことになった。
また「おぎのや」の「峠の釜めし」の人気により、益子焼の存在を知らなかった人々に「釜っこの里・益子」のイメージを広め、益子焼の知名度向上に一役買うことになった。
もともと「釜っこ」は「釜飯弁当の容器」として開発されたため、耐火性を持っていない「土釜容器」であった。そのため基本的には炊飯などは出来なかったのだが「この容器でご飯を炊いてみたい」という要望が多かったため、耐火性を持つ「土鍋」として商品開発を行い、2017年、ご飯1号炊き用の土鍋「kamacco」として販売開始された。そして2018年にはご飯2号炊き用の土鍋を開発すべくクラウドファンディングを行い、目標金額を遥かに越える達成金額を得て成功した。そしてこの「kamacco」は色の種類を増やし、現在では「益子焼つかもと」の人気商品となっている。

### ましこ悠和館
1973年（昭和48年）、奥日光にあった南間ホテルを移築し、「益子南間荘」として開業。約10年、ホテルとして営業していたが、1986年（昭和61年）にはホテル営業を閉業した。1994年（平成6年）には「つかもと平成館」と改称しレストランとしての運営を開始宴会会場や各種展示会場として貸し出しされていた。
この旧・南間ホテルは、奥日光にあった折、現在の明仁上皇が皇太子時代に戦時中の学童疎開で滞在していた建物である。そして昭和天皇による「終戦の詔書」の玉音放送を聴いた部屋は、現在「御座所」と呼ばれ保存管理公開されている。
2016年（平成28年）、建物を益子町へ寄付。改修した後、2019年（令和元年）6月に「ましこ悠和館」と改称し、ギャラリーとして内部が一般公開された。また同年11月15日、文部科学大臣に国の登録有形文化財（建造物）として答申され登録された。
「町の宝としてだけでなく、その価値を国民の宝として広く周知し、次世代へと継承したい」として、「平和のギャラリー」を設置。「道の駅ましこ」の運営会社である「株式会社ましこカンパニー」の運営により2020年（令和2年）2月22日、宿泊施設としてオープンした。

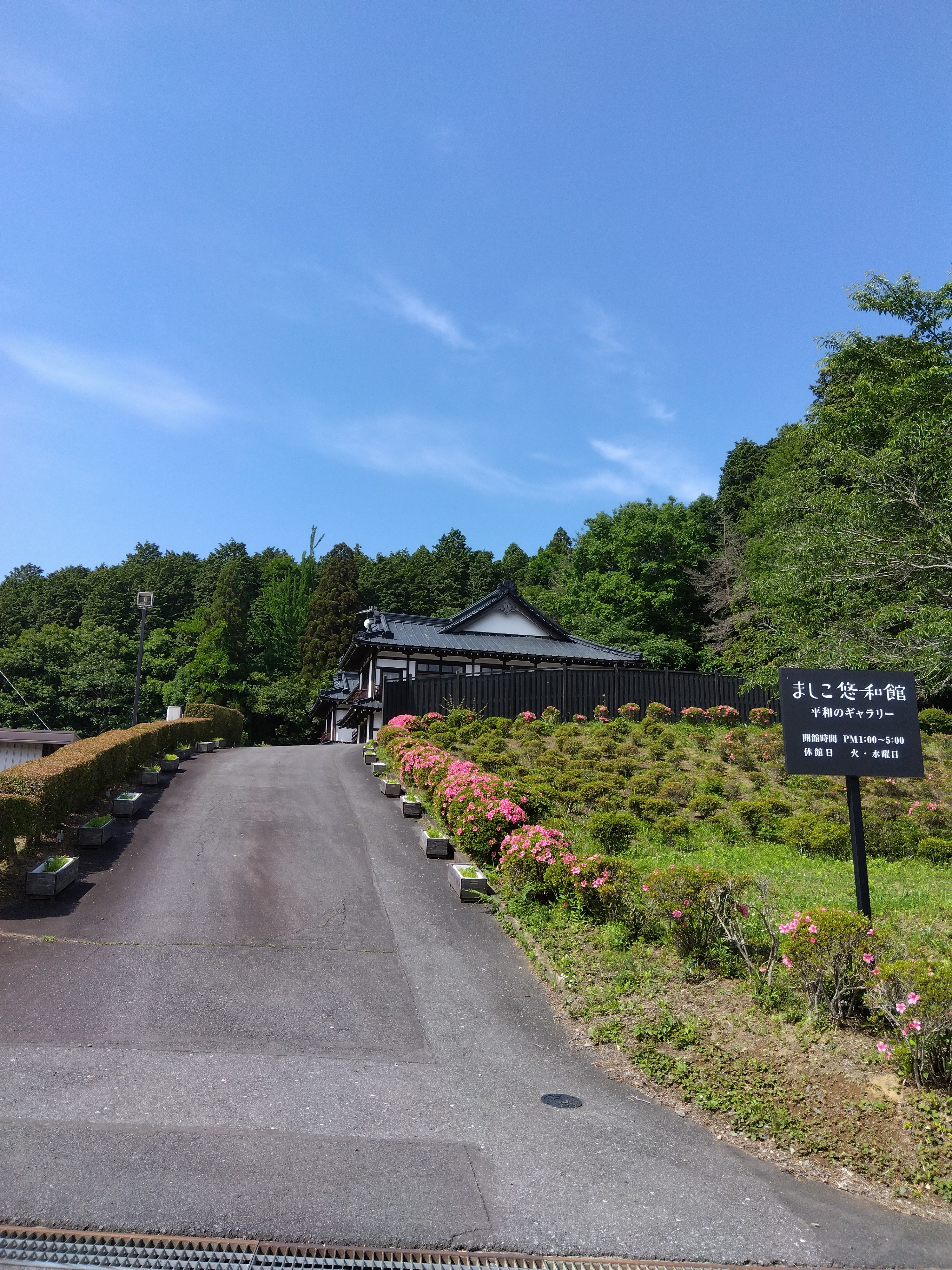
ましこ悠和館。

### 民事再生法の適用
東京に進出したのち九州にも進出しそれぞれ自社ビルを建築運営させ、益子でも前述のホテル事業の他、「陶芸広場つかもと」「ギャラリーつかもと」など販売店を増やし、「蕎麦処つかもと」などの飲食業も展開し、2004年（平成16年）には「つかもと美術記念館」を開館。事業を拡大させていった。
しかし消費者の趣味嗜好の広がりにより益子焼の需要自体が低迷。「つかもと」も上記の事業を少しずつ縮小させていった。
そして2019年（令和元年）末から発生したコロナ禍による販売不振が決定打となり、2021年（令和3年）11月9日付で民事再生法の適用を申請した。2022年（令和4年）6月7日には再生計画案が可決され、同日、東京地方裁判所により再生計画の認可が決定された。

### 現在

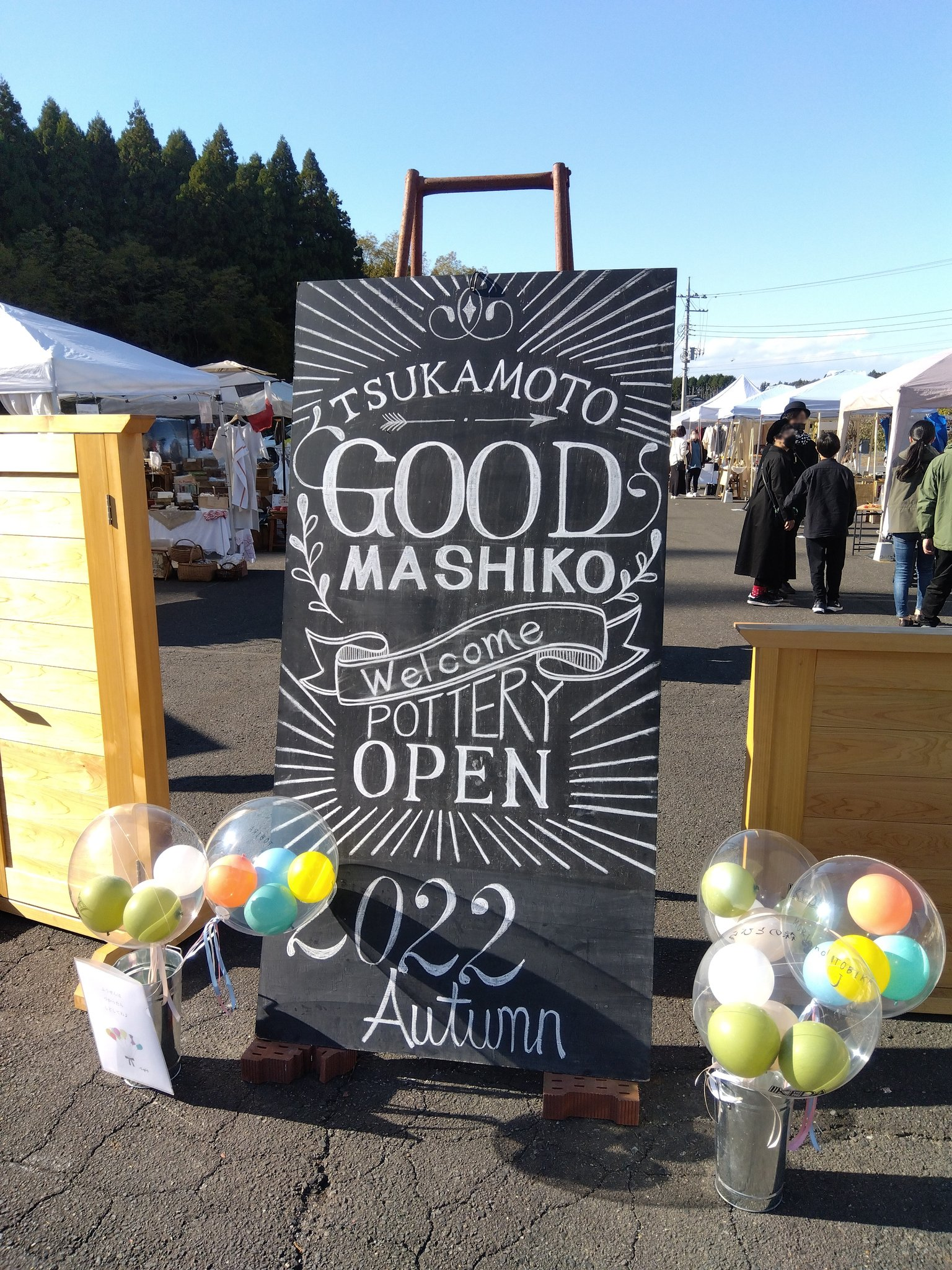
2022年秋の益子陶器市「つかもとテント市」の看板。

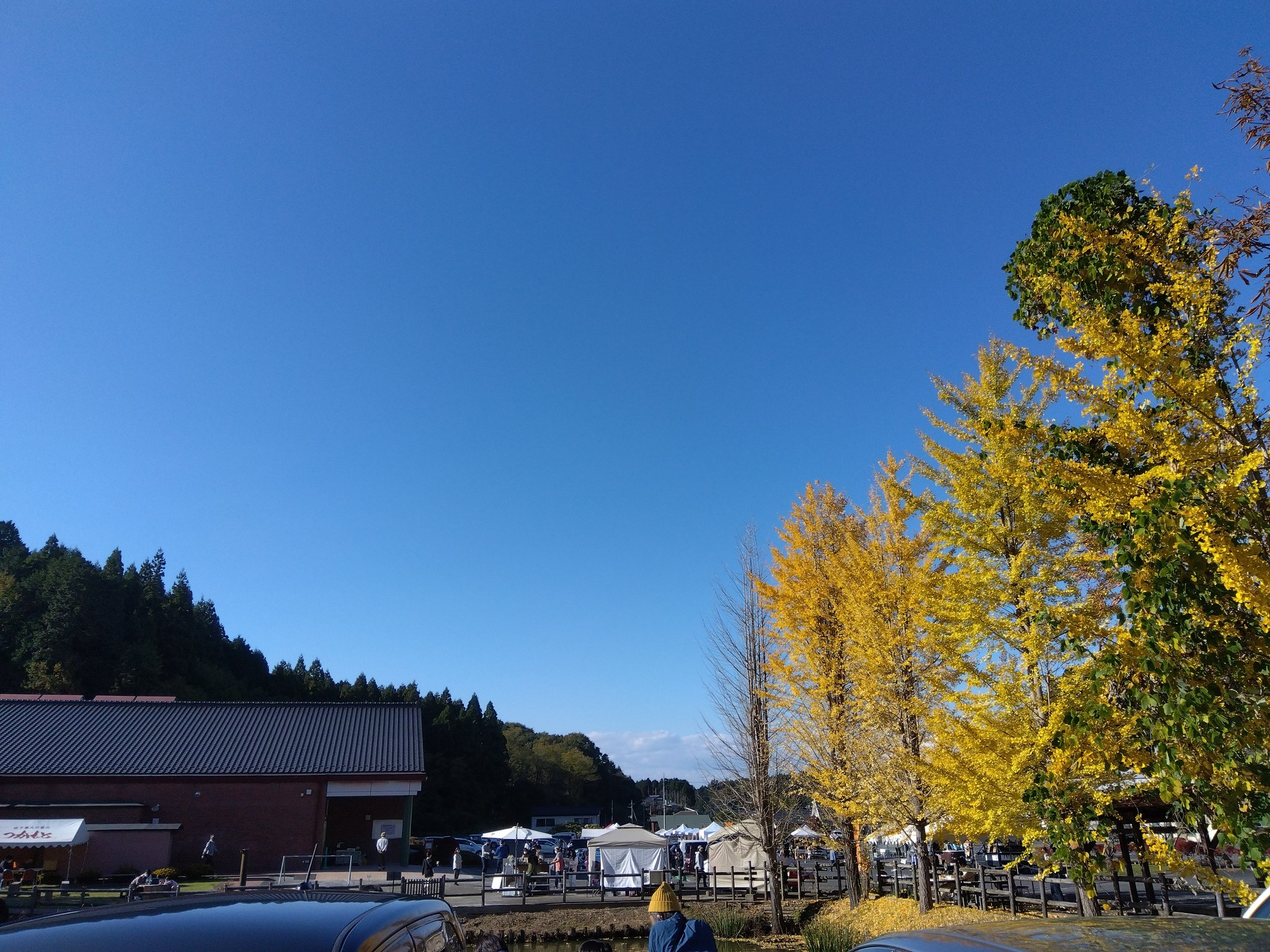
2022年秋の益子陶器市の「つかもとテント市」の会場風景。

民事再生法の適用とはなったが、現在も事業は継続されている。
販売店である「つかもと本館」と「ギャラリーつかもと」やインターネット販売、そして陶芸教室の営業は続いており、「kamacco」などの伝統的な益子焼に新しい感覚を取り入れた新規自社製品の開発にも取り組んでいる。
また「つかもと」の創業者の住まいであった古民家を使用し、益子の陶芸家であり、益子にあるカフェ「カフェ・フーネ」のオーナーでもある鈴木京子たち6名の陶芸家とボランティアが中心となり、アートスペースとコミュニケーション施設としてレンタル出来る、カフェを兼ねた「アートスペース　つかもと　ほんたく」の運営が始まった。

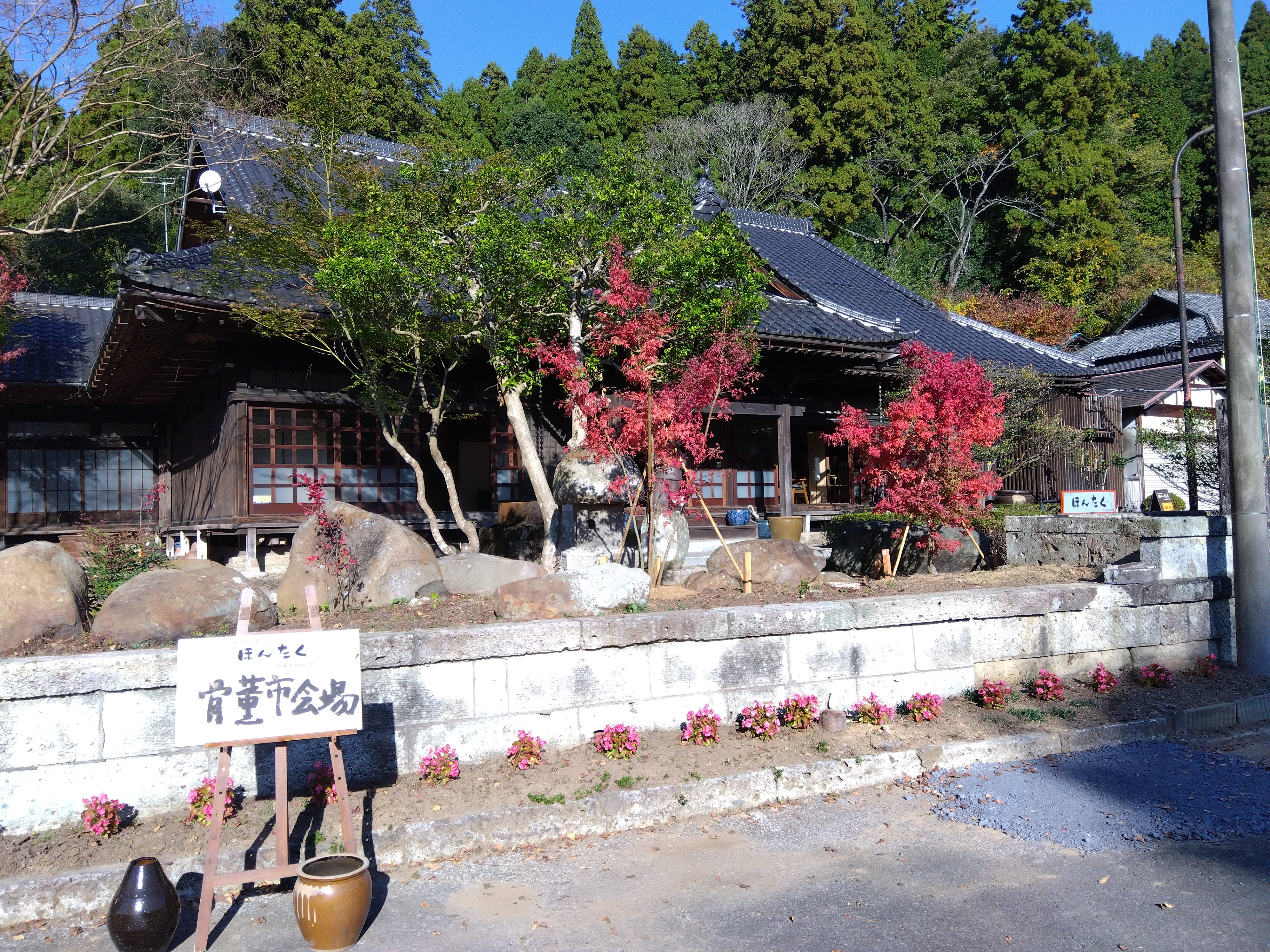
栃木県益子町にある「益子焼つかもと」の「アートスペース ほんたく」。

そして益子陶器市の期間中には陶器のみならず、飲食や雑貨も販売している「つかもとテント市」が開かれている。

## 塚本製陶所「研究生制度」出身者
- 石川譲[38]
- 伊藤信[12][39]
- 伊藤正[40][41]
- 上野利憲[42]
- 植山英男[43][44]
- 大塚茂雄[45]
- 大塚清章：清窯[46]
- 岡崎宗男[47]
- 鹿目曹[48][49]
- 加守田章二[12][50][39]
- 加守田昌子[51][39]。
- 川村宏樹[52][53]
- 菊池昭[12][39]
- 窪田直文[39]
- 栗原節夫[54]
- ゲルト・クナッパー[12]
- 後藤覚：炎精工房[55][56]
- 佐藤喬[57]
- 白石将[注釈 4][12]
- 鈴木量[12][58]
- 武田敏男[12][59][39]
- 辻中秀夫[60]
- 時久浩一郎[61]
- 西村俊彦[62]
- 廣崎裕哉[12][39]
- 藤ノ木啓子[63][64]
- 藤ノ木弘和[63][64]
- 松村仁団望[12]
- 本巣秀一[65]
- 和田安雄[45]